# Liriomyza vicunella
Liriomyza vicunella är en tvåvingeart som beskrevs av Spencer 1982. Liriomyza vicunella ingår i släktet Liriomyza och familjen minerarflugor. Inga underarter finns listade i Catalogue of Life.